# 西利昂索努瓦
西利昂索努瓦（法語：Silly-en-Saulnois，发音：[sili.ɑ̃.sonwa]），或意译作索努瓦地区西利，是法国摩泽尔省的一个市镇，属于梅斯区和福尔克蒙县（Faulquemont）。该市镇总面积2.35平方公里，2009年时的人口为41人。

## 人口
西利昂索努瓦人口变化图示